# Gabriella di Vergy

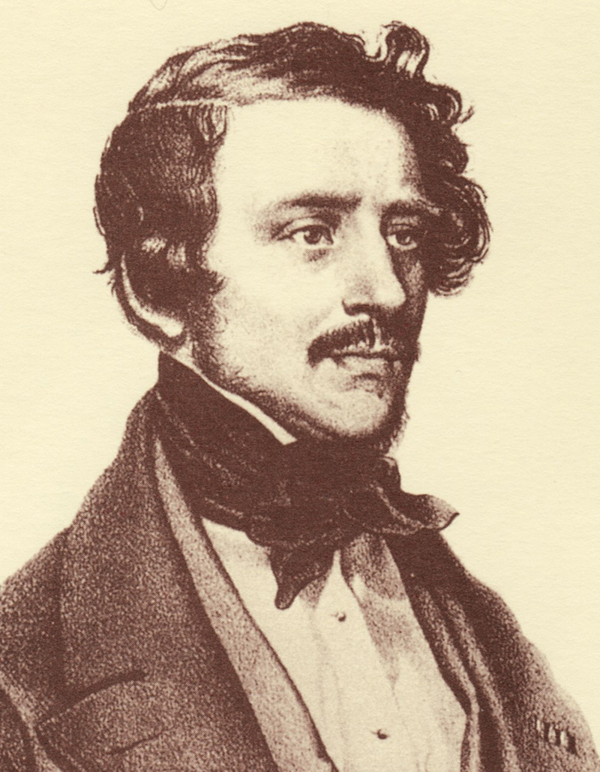
Gaetano Donizetti.

Gabriella di Vergy är en opera seria i tre akter med musik av Gaetano Donizetti och libretto av Andrea Leone Tottola efter pjäsen Gabrielle de Vergy av Dormont de Belloy (1770), i sin tur byggd på två franska legender från 1300-talet, Le Châtelain de Coucy och Le Roman de la chastelaine de Vergy. Operan skrevs 1826 och reviderades av tonsättaren 1838. Historien hade redan varit ämne för en opera av Michele Carafa (1816) och hade tidigare använts av Johann Simon Mayr (Raul di Créqui, Milano, 1809), Francesco Morlacchi (Raoul de Créqui, Dresden, 1811) och Carlo Coccia (Fayel, Florens, 1817). Den användes också av Saverio Mercadante i Gabriella di Vergy 1828.

## Historia
Historiken bakom Gabriella di Vergy är unik bland Donizettis operor genom att den ursprungligen komponerades för honom själv och inte på uppdrag. Det är också Donizettis första försök att iscensätta en tragisk handling och skriva en dödsscen, något som senare skulle bli en av hans stora specialiteter. Operan framfördes aldrig i sin ursprungliga form och Donizetti lånade flera stycken som inlagor i senare operor såsom Otto mesi in due ore, L'esule di Roma, Il paria och Anna Bolena. Till den reviderade versionen 1838 använde sig Donizetti av delar från sina tidigare operor Ugo, conte di Parigi (Milano 1832), Rosmonda d'Inghilterra (Florens 1834) och Maria de Rudenz (Venedig 1838).

## Uppförandehistorik
Den 29 november 1869 framfördes operan postumt på Teatro San Carlo i Neapel med titeln Gabriella. Partituret hade omarbetats av Giuseppe Puzone (som hade varit elev till Donizetti) och Paolo Serrao. De sammanförde delar från 1826 och 1838 års versioner liksom musik från några av Donizettis kantater och mindre kända operor.
1978 hittades en kopia av partituret av 1838 års version i Sterling Library i New Haven, Connecticut, vilken låg till grund för en uppsättning i Belfast, sedermera förevigad i en skivinspelning.

## Personer
| Roller                                                   | Röstläge | Premiärbesättning 29 november 1869 (Dirigent: - Nicola De Giosa) |
| -------------------------------------------------------- | -------- | ---------------------------------------------------------------- |
| Gabriella di Vergy                                       | sopran   | Marcella Lotti della Santa                                       |
| Almeide, Fayels syster                                   | sopran   | Carolina Certoné                                                 |
| Fayel, earl av Vermand                                   | baryton  | Giuseppe Villani                                                 |
| Raoul                                                    | tenor    | Gottardo Aldighieri                                              |
| Filippo Augusto                                          | bas      | Marco Arati                                                      |
| Armando, Fayels vän                                      | bas      | Memmi                                                            |
| Fayels släktingar, Gabriellas brudtärnor, Filippos följe |          |                                                                  |

## Handling
Gabriella tror att hennes älskade Raoul har dött, så hon har gift sig med Fayel. När Raoul oväntat dyker upp som kungens sändebud blir Gabriella mycket uppriven. Fayels utmanar Raoul på duell och fängslar Gabriella. Raoul dör och Fayel skär ut hans hjärta och lägger i en urna som han visar upp för Gabriella. Hon blir galen och dör av brustet hjärta. Hennes sista ord är en förbannelse över Fayel.